# Rui Caetano
Pour les articles homonymes, voir Caetano.
Rui Caetano, de son nom complet Rui Miguel Teixeira Caetano, est un footballeur portugais né le 20 avril 1991 à Paredes. Il évolue au poste d'attaquant.

## Biographie

### En club
Formé au FC Porto, il commence sa carrière professionnelle en 2010 au Paços de Ferreira.
De 2010 à 2015, il joue plus de 100 matchs en première division portugaise, avec les clubs du Paços de Ferreira et de Gil Vicente.

### En équipe nationale
Avec l'équipe du Portugal des moins de 20 ans, il participe à la Coupe du monde des moins de 20 ans en 2011. Lors du mondial junior organisé en Colombie, il joue cinq matchs. Le Portugal atteint la finale du tournoi, en étant battu après prolongation par le Brésil.
Le 5 septembre 2011, il reçoit sa seule et unique sélection avec les espoirs, en amical face à l'équipe de France (victoire 1-0).

## Palmarès

### En sélection
- Finaliste de la Coupe du monde des moins de 20 ans en 2011 avec l'équipe du Portugal des moins de 20 ans

### En club
- Vice-champion du Portugal de deuxième division en 2017 avec le Desportivo Aves
- Finaliste de la Coupe de la Ligue portugaise en 2011 avec le Paços de Ferreira

## Vie privée
Il est le fils d'Agostinho Caetano, footballeur international portugais.